# 南望安茄苳樹
22°29′49″N 120°30′34″E / 22.496856°N 120.509496°E
南望安茄苳樹，是位於臺灣屏東縣崁頂鄉園寮村、屏72線及屏73線交叉口的茄苳樹，被當地人視為神樹。

## 樹況
南望安茄苳樹位於崁頂鄉園寮村與南州鄉交界，屏72線及屏73線交叉路口。2003年12月到次年1月間，縣府農業局林業課員魏善民、屏東科技大學鐘玉龍教授及助理呂明倫三人調查縣內珍貴老樹，發現崁頂有十棵茄苳老樹。其中此樹估計約1860年代種植。

## 交通
崁頂鄉長林光華說南望安茄苳樹應是土地公廟的樹，後來因樹南、西側闢路才位於路中央。地方傳說20世紀中葉時，鄉公所為拓寬道路決定雇工砍除此樹，卻被怪手司機以身體不適拒絕。
2001年，應福爾摩沙高速公路未來交通流量，屏72線計畫在都市計畫外拓寬成15公尺道路。此樹在該年已占據道路寬度四分之一，但當時購地不成，引起地方人士呼籲在旁建立照明與較佳的防護設施。
自福爾摩沙高速公路闢建後，崁頂與南州間主要道路的屏72線負荷漸漸吃重。據2011年已七旬的土地公廟廟祝吳雪回憶，她自幼就見過這棵樹，雖然位在路口，但當地從來不曾發生重大車禍，認為有神靈保佑。後經由縣議員周碧雲爭取預算，政府買下樹身北側私人土地作拓寬，原先南側則改為單線單向，於2017年初完成。